# Борисова Людмила Михайлівна
Борисова Людмила Михайлівна (нар. 28 червня 1954, с. Іщеїно, Липецька область, РФ) — відомий літературознавець. Доктор філологічних наук (2001), професор (2003). У 1975 році закінила Сімферопольський університет, де відтоді й працювала (нині Таврійський національний університет імені В. І. Вернадського).
З 2001 року — професор кафедри російської і зарубіжної літератури. Наукові дослідження були присвячені історії російської літератури 20 століття (драматургія Срібної доби, література російського зарубіжжя, творчість Івана Шмельова, радянська література 1920–30-х рр.), теорії драми.
Після анексії Криму прийняла російське громадянство та залишилася працювати в перейменованому окупаційною владою Криму Таврійському університеті.

## Навчальні посібники, монографії
- Художественная специфика русской драмы конца XIX — начала XX века. — Киев, 1983. (рос.)
- Драматургия русского символизма. — Киев, 1991. (рос.)
- «Продолжение золотого века: Роман И. Шмелева „Пути небесные“ и традиции русского романа». — Симферополь, 2000. (В соавторстве с Я. О. Дзыгой). (рос.)
- «На изломах традиции: Драматургия русского символизма и символистская теория жизнетворчества». — Симферополь, 2000. (рос.)